# Jacques Brandibas
Jacques Brandibas est un psychologue français. Ancien expert judiciaire, il exerce à La Réunion depuis 1983.

## Biographie
Il est à l'origine de la création de la seule consultation de soin et de recherche clinique dans le domaine de l'ethnopsychiatrie dans la région océan Indien. Consultation fondée en 1996 qui envisage le soin à partir des conceptions traditionnelles du désordre dans un contexte de créolisation. La consultation est également spécialisée dans la prise en charge transculturelle des enfants et des familles de migrants, plus particulièrement malgaches et comoriens.
Il enseigne à l'Université de La Réunion depuis 2001.